# Тукша (приток Важинки)
Тукша — река в России, протекает по Пряжинскому району Карелии.
Исток — восточнее Топозера. Устье реки находится в 86 км от устья Важинки по правому берегу, севернее деревни Верхние Важины. Длина реки составляет 33 км, площадь водосборного бассейна — 306 км².
В верхнем течении пересекает трассу Кола.
Притоки (от истока к устью):
- Лемай (левый)
- Чёрный (левый, 18 км от устья)
- Чиккери (правый) (несёт воды Нижнего Чикозера)
- Чоромручей (левый, 1,8 км от устья) (несёт воды озера Чором, устья реки Лемай)

## Данные водного реестра
По данным государственного водного реестра России относится к Балтийскому бассейновому округу, водохозяйственный участок реки — Свирь без бассейна Онежского озера, речной подбассейн реки — Свирь (включая реки бассейна Онежского озера). Относится к речному бассейну реки Нева (включая бассейны рек Онежского и Ладожского озера).
Код объекта в государственном водном реестре — 01040100712102000012462.